# ارمنستان در مسابقه آواز یوروویژن ۲۰۰۷

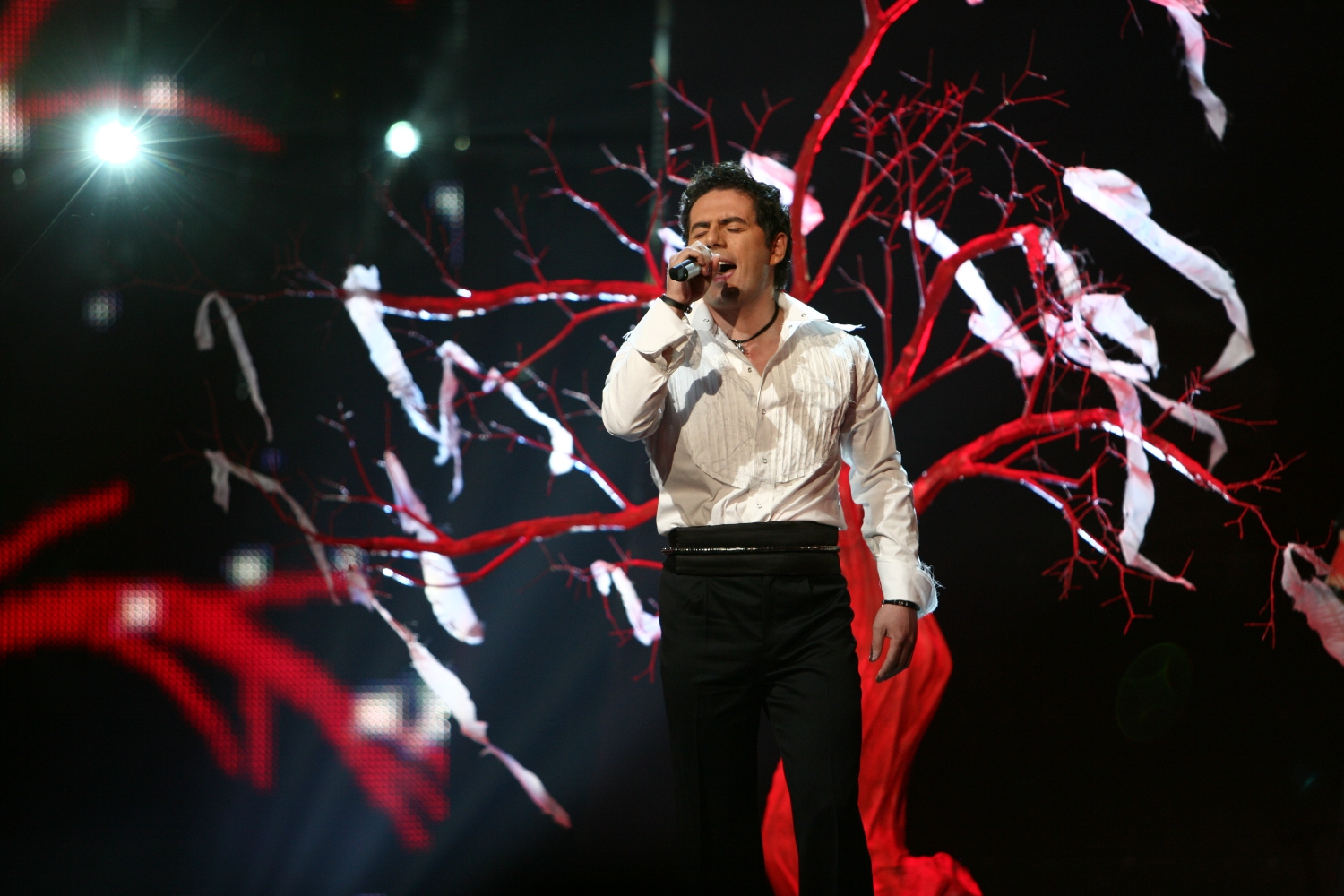
هایکو در حال اجرای «هروقتی که تو نیاز داری» در هلسینکی

ارمنستان در مسابقه آواز یوروویژن ۲۰۰۷ (انگلیسی: Armenia in the Eurovision Song Contest 2007) که در هلسینکی، فنلاند برگزار شد، با ترانه «هروقتی که تو نیاز داری» شرکت کرد. این ترانه توسط هایکو و کارن کاوالریان نوشته شده بود و توسط هایکو اجرا شد. نماینده ارمنستان برای این مسابقه از طریق فینال ملی Evrotesil 2007 انتخاب شد که توسط تلویزیون عمومی ارمنستان (AMPTV) برگزار گردید.
فینال ملی این سال شامل سه برنامه بود: دو نیمه‌نهایی و یک فینال. در هر نیمه‌نهایی ۱۰ ترانه به رقابت پرداختند و سه ترانه از هر نیمه‌نهایی به همراه یک ترانه منتخب به فینال راه یافتند. در فینال که در تاریخ ۲۵ فوریه ۲۰۰۷ برگزار شد، ترانه "
هروقتی که تو نیاز داری" که توسط هاییکو اجرا شده بود، به عنوان برنده انتخاب شد، و این انتخاب توسط هیئت داوران حرفه‌ای انجام شد.
ترانه «هروقتی که تو نیاز داری» با ترکیبی از ملودی ملایم و احساسی توانست موفقیت نسبی برای ارمنستان در یوروویژن ۲۰۰۷ به ارمغان آورد.
ارمنستان به عنوان یکی از ده کشور برتر در مسابقه یوروویژن ۲۰۰۶، به‌طور خودکار به فینال این مسابقه راه یافت. در فینال یوروویژن ۲۰۰۶ که در تاریخ ۲۰ مه ۲۰۰۶ در آتن، یونان برگزار شد، ارمنستان در جایگاه ۲۳ به اجرای ترانه خود پرداخت و در نهایت توانست در میان ۲۴ کشور شرکت‌کننده در جایگاه هشتم قرار گیرد و ۱۳۸ امتیاز کسب کند. این نتیجه نشان‌دهنده موفقیت چشمگیر ارمنستان در اولین حضور خود در یوروویژن بود.

## تاریخچه
قبل از مسابقه ۲۰۰۷، ارمنستان از زمان اولین حضورش در مسابقه آواز یوروویژن ۲۰۰۶ یک بار با آهنگ «بدون عشق تو» توسط آندره در مسابقه آواز یوروویژن شرکت کرده بود که در فینال هشتم شد. پخش کننده ملی ارمنستان، تلویزیون عمومی ارمنستان (AMPTV)، این رویداد را در ارمنستان پخش می‌کند و فرایند انتخاب برای ورود این کشور را سازماندهی می‌کند. AMPTV قصد خود را برای شرکت در مسابقه آواز یوروویژن ۲۰۰۷ در ۲۵ اکتبر ۲۰۰۶ تأیید کرد. در سال ۲۰۰۶، پخش کننده داخلی هم هنرمند و هم آهنگ را انتخاب کرد. با این حال، AMPTV همراه با تأیید شرکت خود اعلام کرد که یک فینال ملی برای انتخاب برای ورود ارمنستان در سال ۲۰۰۷ برگزار خواهد شد.

## قبل از یوروویژن
نماینده ارمنستان برای مسابقه آواز یوروویژن ۲۰۰۷ در یک همه‌پرسی ملی انتخاب شد. مسابقه در ۲۳ فوریه ۲۰۰۷ با اولین مرحله از دو نیمه نهایی آغاز شد و با یک آهنگ و هنرمند برنده در فینال در ۲۵ فوریه ۲۰۰۷ به پایان رسید. تمام نمایش‌های این مسابقه در استودیوهای AMPTV در ایروان به میزبانی گوهر گاسپاریان و شرکت ارمنی یوروویژن ۲۰۰۶ آندره برگزار و از کانال ۱ پخش شد.
فینال کشوری در سه مرحله و شامل سه نمایش برگزار شد. مرحله اول یک دوره ارسال بود که در آن هنرمندان و ترانه‌سراها این فرصت را داشتند که با ارسال آثار خود به صورت آنلاین درخواست دهند. ۲۰ اثر برای راهیابی به مرحله دوم مسابقه انتخاب شدند.
مرحله دوم شامل مرحله نیمه نهایی بود که در ۲۳ و ۲۴ فوریه ۲۰۰۷ با ده شرکت کننده در هر نمایش برگزار شد که از هر نمایش، سه نفر از هر نیمه نهایی به فینال راه یافتند. مرحله سوم فینال بود که در ۲۵ فوریه ۲۰۰۷ برگزار شد و طی آن برنده از بین آثار باقی مانده انتخاب شد.
نتایج نیمه نهایی توسط هیئت داوران حرفه ای و رای عمومی مشخص شد. هیئت داوران ابتدا دو آهنگ را برای پیشرفت انتخاب کردند و سومین آهنگ مقدماتی با رای عمومی از بین هشت اثر باقی مانده انتخاب شد. در فینال، برنده منحصراً توسط هیئت داوران حرفه ای انتخاب شد. عموم مردم می‌توانستند رای خود را از طریق پیامک در طول هر یک از سه نمایش به صندوق بیندازند، اما نتایج آنها در فینال در نظر گرفته نشد.
AMPTV یک دوره جهت ارسال آثار را تا ۳۱ نوامبر ۲۰۰۶ اعلام کرد. هنرمندان باید تابعیت ارمنی داشته باشند، در حالی که ترانه سرایان در سراسر جهان می‌توانستند آهنگ ارسال کنند. از مجموع آثار دریافت شده در پایان مهلت مقرر، بیست اثر وارد مرحله نهایی ملی شدند که در ۱۵ فوریه ۲۰۰۷ اعلام شد